# Valentin Bernard Jestřábský

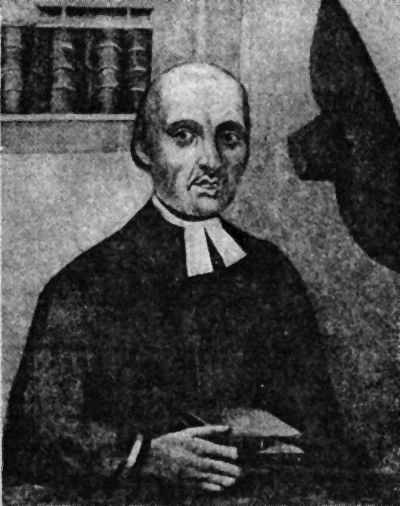
Valentin Bernard Jestřábský

Valentin Bernard Jestřábský (* 1630 in Mährisch Ostrau; † 26. Dezember 1719 in Veverská Bítýška) war römisch-katholischer Priester und Barock-Schriftsteller. 

## Leben
Jestřábský war dreiundfünfzig Jahre lang Pfarrer in Veverská Bítýška. Hier verfasste er auch die meisten seiner Bücher. Er schrieb lateinisch und tschechisch. In Latein schrieb er zwei Predigtbücher, seine tschechischen Publikationen waren für die Menschen bestimmt. Viele seiner Bände schrieb er anonym und verteilte diese dann unter den Menschen.

## Werke
In seinen Werken widmete er sich vor allem der Homiletik und Pädagogik.